# Església de Sant Joan de Sohrol
L'Església de Sant Joan (armeni: Սուրբ Յովհաննէս Եկեղեցի) és una església catòlica armènia construïda al segle V o VI a Sohrol, a l'Azerbaidjan Oriental. Fou reconstruïda l'any 1840 per Samson Makintsev amb maons sobre els fonaments de l'església original.

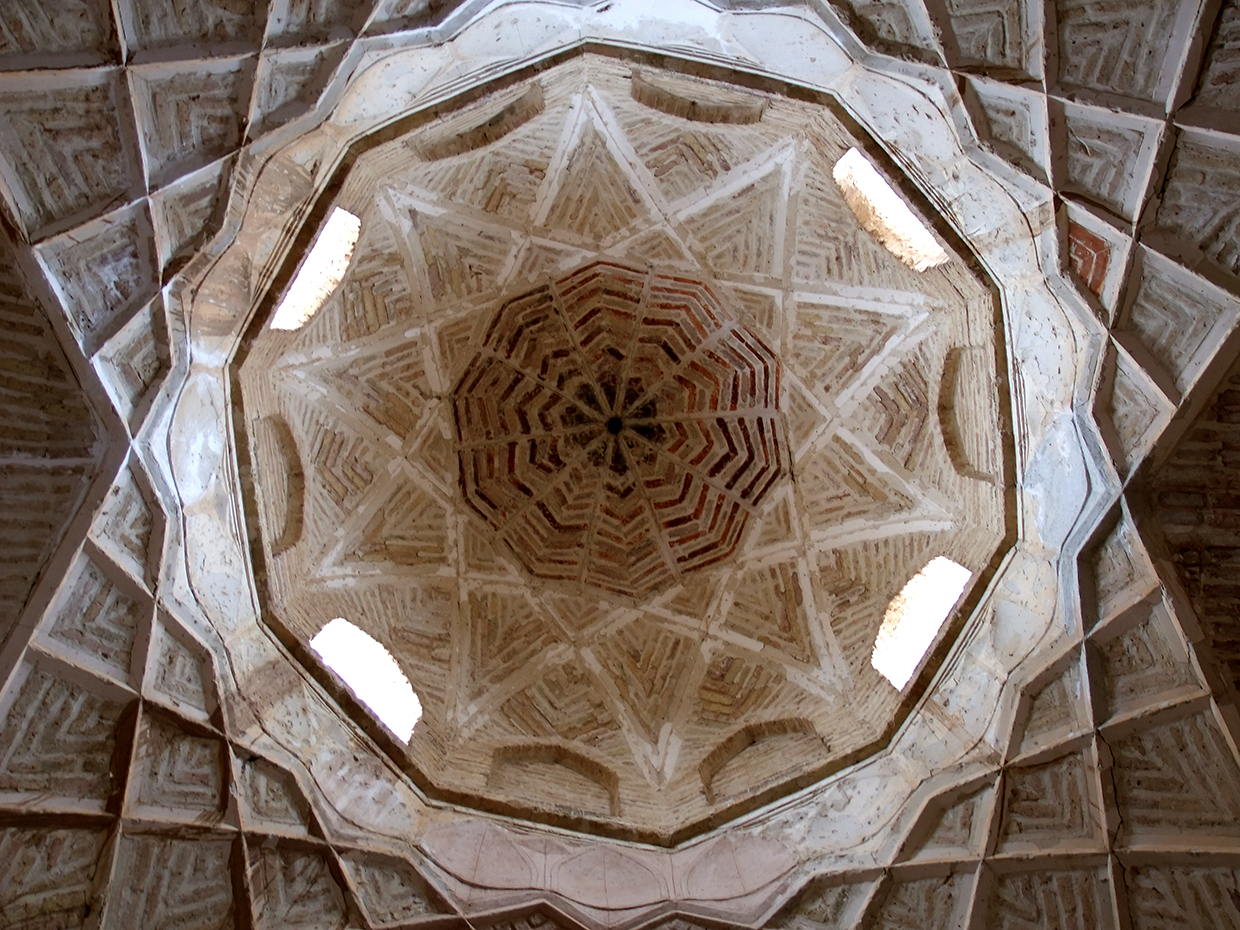
Interior de l'església.